# Озерки (Волжский район)
Озерки — посёлок в Волжском районе Самарской области России. Входит в состав сельского поселения Подъём-Михайловка.

## География
Посёлок находится в центральной части Самарской области, в пределах Низкого Заволжья, в лесостепной зоне, на левом берегу реки Малая Вязовка, на расстоянии примерно 48 километров (по прямой) к юго-востоку от города Самары, административного центра района. Абсолютная высота — 72 метра над уровнем моря.
Климат
Климат характеризуется как континентальный, с морозной зимой и продолжительным тёплым летом. Среднегодовая температура — 4,4 — 4,8 °C. Среднегодовое количество атмосферных осадков колеблется в диапазоне от 483 мм до 504 мм. Снежный покров в течение 140−160 дней.
Часовой пояс
Посёлок Озерки, как и вся Самарская область, находится в часовой зоне МСК+1. Смещение применяемого времени относительно UTC составляет +4:00.

## Население
| 2010 |
| ---- |
| 46   |

Половой состав
По данным Всероссийской переписи населения 2010 года в гендерной структуре населения мужчины составляли 45,7 %, женщины — соответственно 54,3 %.
Национальный состав
Согласно результатам переписи 2002 года, в национальной структуре населения русские составляли 57 % из 42 чел.